# Lisette Talate
Aurélie Marie-Lisette Talate, connue sous le nom de Lisette Talate ou sous le nom d'Aurélie Talate dans sa communauté, est une militante chagossienne née le 19 mars 1941 à Diego Garcia et morte le 4 janvier 2012 à l'hôpital Jeetoo, Port-Louis, Île Maurice. 
Elle est une figure emblématique du combat des Chagossiens réclamant le retour sur leur île natale, devenue une base militaire américaine à la suite d'un accord entre les États-Unis et le Royaume-Uni.

## Biographie
Mariée à l'âge de seize ou dix-sept ans, Lisette Talate a eu six enfants tous nés à Diego Garcia dont quatre lui ont survécu. À sa mort, elle avait treize petits-enfants et sept arrière-petits-enfants. D'après elle, ses parents, grands-parents et son arrière-grand-mère sont tous nés dans l'archipel des Chagos,. Sa fille Eileen l'a suivie dans son combat militant. Lisette Talate est souvent décrite comme une femme petite et frêle, d'allure timide, qui ne sait ni lire ni écrire mais a le caractère d'une "Dame de Fer",,.
Dans des témoignages recueillis par le journaliste John Pilger et le journal Le Mauricien, elle raconte les circonstances qui ont conduit à son exil forcé,. D'après elle, les habitants de l'archipel des Chagos ne se sont d'abord pas inquiétés de la présence des Britanniques et des Américains à Diego Garcia. Une rumeur circulait selon laquelle une guerre allait peut-être avoir lieu. Petit à petit, des bateaux commencent à emmener à leurs bords des habitants qui ne reviennent pas et les Chagossiens se posent des questions. Lisette Talate embarque alors sur le Perle II avec sa famille pour l'île voisine de Peros Banhos d'où est originaire sa mère. Là-bas, elle est témoin des actes des soldats qui capturent les chiens et les brûlent vivants dans des calorifères. En parallèle, les magasins ne sont plus approvisionnés. En 1973, Lisette Talate et sa famille composée de ses enfants, de deux sœurs et de sa mère, sont finalement embarquées de force sur le cargo Norveder pour Port-Louis, capitale de l'Ile Maurice où ils contraints de vivre dans un bidonville,,. Une des conséquences de cette expulsion est la mort de deux de ses fils, Jollice, âgé de huit ans et Régis, âgé de dix mois,. La raison qu'elle donne à leur mort a souvent été reprise par les journalistes et les sympathisants de la cause pour illustrer le combat des Chagossiens : "Ils sont morts de chagrin. Jollice avait vu l'horreur avec ce qui était arrivé aux chiens. Le docteur a dit qu'il ne pouvait pas soigner le chagrin." L'universitaire David Vine utilise même le thème du Chagossien "mort de chagrin" dans un article hommage.
Rapidement, Talate s'organise avec d'autres femmes chagossiennes, en particulier sa belle-sœur Charlesia Alexis et Rita Élysée Bancoult, pour défendre leurs droits. Elles organisent des manifestations et des grèves de la faim notamment en 1975, 1978, 1980 et 1981. Elles choisissent de militer principalement entre femmes parce qu'elles réalisent que les hommes sont beaucoup plus la cible des forces de l'ordre. Leur combat reçoit le soutien de personnalités importantes comme les hommes politiques du parti MMM Paul Bérenger et Kader Bhayat mais aussi des militantes féministes comme Lindsey Collen. Lisette Talate se retrouve temporairement emprisonnée à Rose-Hill où elle entame une nouvelle grève de la faim.
En 1982, le gouvernement britannique accepte de négocier et propose des compensations aux réfugiés chagossiens qui reçoivent quatre millions de livres sterling du gouvernement britannique et des terres d'une valeur d'un million de livres sterling du gouvernement mauricien. En réalité, de nombreux Chagossiens analphabètes signent un document dans lequel ils renoncent à leur droit de retourner un jour à Diego Garcia,. En réaction, Charlesia Alexis, Lisette Talate et Olivier Bancoult, le fils de Rita Élysée Bancoult, fondent le Chagos Refugees Group (CRG) pour défendre leur cause en cour de justice. Leur dossier est porté devant la justice britannique puis devant la Cour européenne des droits de l'homme et ils reçoivent le soutien de personnalités comme l'ancien Haut Commissaire britannique à l'Ile Maurice David Snoxell ou la romancière Philippa Gregory.
En 2003, Lisette Talate témoigne en créole devant la Haute Cour de Justice de Londres pour contester l'annulation par décret royal d'un jugement en faveur des Chagossiens. Ses souvenirs peu précis conduisent la juge à décider qu'elle ne peut être considérée comme un témoin fiable mais son discours fait néanmoins forte impression,. D'après plusieurs journaux mauriciens, son nom aurait été proposé à l'Association Mille Femmes pour figurer sur la liste des femmes pressenties le Prix Nobel de la Paix en 2005,. La même année, elle est autorisée à visiter brièvement son île natale plus de trente ans après en avoir été expulsée,.
Fin décembre 2011, à la suite de problèmes d'hypertension, Lisette Talate est admise à l'hôpital Jeetoo à Port-Louis, Ile Maurice. Elle y meurt le 4 janvier après dix jours d'hospitalisation. Ses funérailles sont célébrées le 6 janvier par l'évêque de Port-Louis Maurice Piat et de nombreuses personnalités comme des Ministres, des députés ou l'ancien Président de la République Cassam Uteem viennent y assister.

## Distinctions
Lisette Talate a été honorée à plusieurs reprises pour son combat.
- En 2011, le Premier Ministre Navin Ramgoolam la nomme Membre de l'Ordre de l'Étoile et de la Clé de l'Océan Indien (Member of the Order of the Star and the Key of the Indian Ocean), l'ordre du mérite mauricien qui récompense les citoyens ayant contribué au progrès de la nation[17].
- En 2013, la ville de Port-Louis lui décerne à titre posthume la distinction de Citoyenne d'Honneur[18].
- En 2015, elle est une des deux femmes à qui le Ministère de l’Égalité des genres, du Développement de l’enfant et du Bien-être de la famille de l'Ile Maurice choisit de rendre un hommage officiel à l'occasion de la Journée Internationale de la Femme[19].
- Son nom a été donné à un centre social à Pointe-aux-Sables à l'Ile Maurice[20] ainsi qu'à la piscine municipale de Saint-Paul à La Réunion[18].